# Nieuwe Bildtdijkstervaart
De Nieuwe Bildtdijkstervaart (Bildts en officieel: Nije Faart) is een kanaal in de Nederlandse provincie Friesland. Het kanaal in de gemeente Waadhoeke heeft een lengte van zes kilometer.
De Nieuwe Bildtdijkstervaart loopt langs de Nieuwe Bildtdijk tussen buurtschap Nieuwebildtzijl en buurtschap Zwarte Haan. Het kanaal is de verbinding tussen de Kadijkstervaart en de Koude Vaart  en het H.G. Miedemagemaal.